# Bướm lá sồi
Bướm lá sồi, tên khoa học Kallima, là một chi của loài bướm thuộc Họ Bướm giáp. Chúng được tìm thấy ở phía đông, phía nam và đông nam châu Á. Tên thông dụng của chúng là lá sồi do bề mặt phía sau cánh của có kiểu màu nâu khác nhau. Khi đôi cánh khép lại, chúng trông như một chiếc lá đã chết, hình dạng cánh gấp cũng giống lá sồi khô.

## Phân loại
Bướm lá khô (Kallima inachus) cho thấy bề ngoài giống như lá của cánh khép kín, là điển hình của chi. Các loài sau đây hiện đang là thành viên của chi này.

- Kallima albofasciata Moore, 1877
- Kallima alompra Moore, 1879
- Kallima buxtoni Moore, 1879
- Kallima horsfieldi (Kollar, 1844)
- Kallima inachus (Boisduval, 1846): Bướm lá khô
- Kallima limborgii Moore, 1879
- Kallima knyvetti de Nicéville, 1886
- Kallima paralekta (Horsfield, 1829) Kallima paralekta

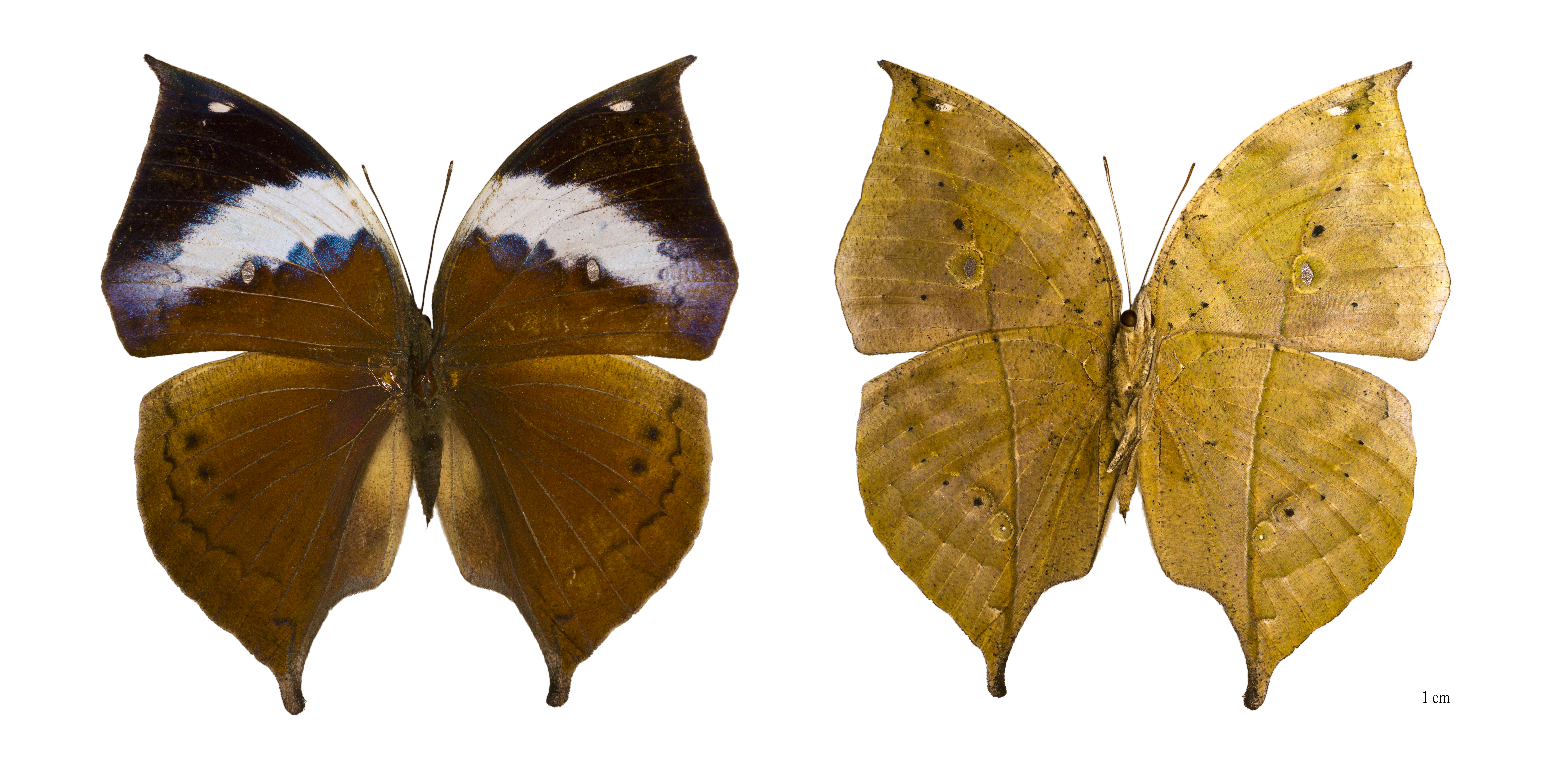
Kallima paralekta

- Kallima philarchus (Westwood, 1848)
- Kallima spiridiva Grose-Smith, 1885